# Scolecimorpha insignis
Scolecimorpha insignis is een eenoogkreeftjessoort uit de familie van de Notodelphyidae. De wetenschappelijke naam van de soort is voor het eerst geldig gepubliceerd in 1926 door Sars G.O..